# Мінерали постеріорні
Мінерали постеріорні (рос. минералы постериорные, англ. posterior minerals; нім. Sekundärminerale n pl) — вторинні мінерали останніх стадій мінералоутворення.